# Muscle long fibulaire

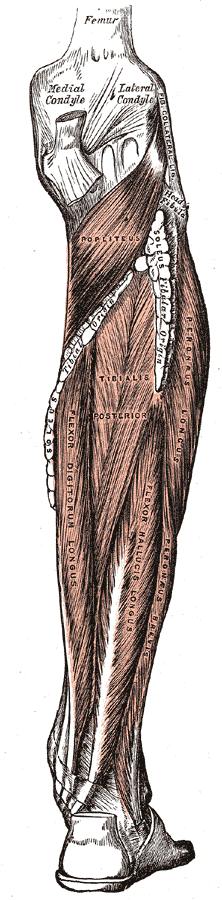
Le muscle long fibulaire.

Le muscle long fibulaire (ou muscle long péronier latéral) est un muscle du membre inférieur situé sur la face latérale de la jambe. Il est contenu dans la loge crurale latérale.

## Description
Le muscle long fibulaire est un long muscle fusiforme qui unit la fibula au premier métatarsien.

## Origine
Le muscle long fibulaire se fixe par trois faisceaux : un faisceau supérieur qui se fixe sur la tête fibulaire, sur le ligament antérieur de la tête de la fibula  et sur l'avant du bord latéral du condyle latéral du tibia. Et deux faisceaux inférieurs qui se fixent l'un sur le bord antérieur de la fibula  et l'autre en dehors du bord postérieur de la fibula.
Les deux derniers faisceaux adhèrent aussi aux septum intermusculaires antérieur et postérieur de la jambe, et ils ménagent un espace entre eux où passe le nerf fibulaire qui contourne la tête de la fibula.

## Trajet
Le muscle long fibulaire descend obliquement en arrière sur la face externe de la jambe. A la jonction de son tiers moyen et de son tiers inférieur, il se poursuit par une lame tendineuse puis par un tendon qui passe en arrière de la malléole latérale dans le sillon malléolaire de la fibula coulisse dans une gaine ostéo-fibreuse en arrière du tendon du muscle court fibulaire. Le tendon s'oriente en avant et en bas en passant sur la face latérale du calcanéus sous la trochlée fibulaire, et se dirige ensuite en avant et en dedans, en passant à la face plantaire du pied au niveau de l'os cuboïde sous le ligament calcanéo-cuboïdien où il est fixé dans une gouttière en partie constituée par le muscle opposant du petit orteil, puis transversalement sous les métatarsiens.

## Terminaison
Le tendon s'insère sur la face plantaire de la première tête métatarsienne.

## Innervation
Le muscle long fibulaire est innervé par le nerf fibulaire superficiel par l'intermédiaire de deux rameaux, l'un inférieur et l'autre supérieur.

## Anatomie fonctionnelle
Tout comme son agoniste, le muscle court fibulaire, il est fléchisseur plantaire du pied sur la jambe, abducteur et rotateur latéral du pied. Il ne fait pas partie des muscles éverseurs du pied contrairement au muscle court fibulaire.
Il est antagoniste du muscle tibial antérieur.

## Galerie

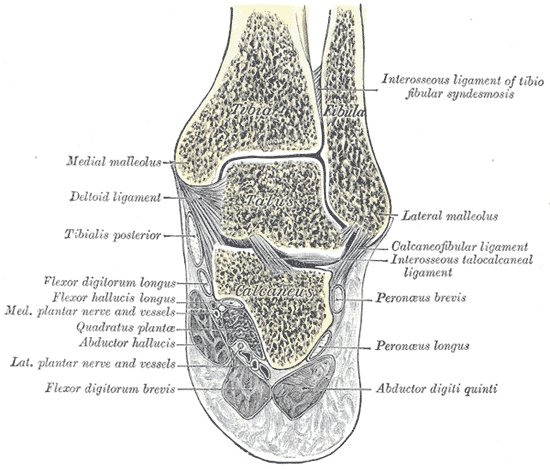
Coupe frontale de la cheville. On repère le tendon du long fibulaire (Poeroneus longus)
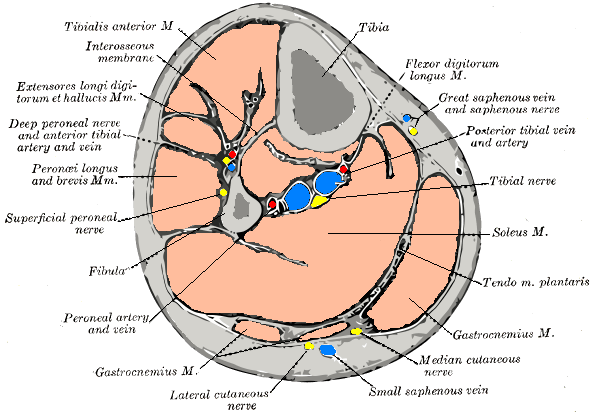
Coupe transversale de la jambe au tiers moyen